# Campionati europei di nuoto 2010 - Staffetta 4x100 metri stile libero femminile
Le qualifiche per la finale si sono svolte la mattina del 9 agosto 2010, mentre la finale si è svolta la sera dello stesso giorno.

## Medaglie
| Posizione | Oro                                                                           | Argento                                                      | Bronzo                                                                                                  |
| --------- | ----------------------------------------------------------------------------- | ------------------------------------------------------------ | --- |
| Paese     | Germania                                                                      | Regno Unito                                                  | Svezia                                                                                                  |
| Atlete    | Daniela Samulski Silke Lippok Lisa Vitting Daniela Schreiber Dorothea Brandt* | Amy Smith Francesca Halsall Jessica Sylvester Joanne Jackson | Josefin Lillhage Therese Alshammar Sarah Sjöström Gabriella Fagundez Petra Granlund* Nathalie Lindborg* |

## Record
Prima della manifestazione il record del mondo (RM), il record europeo (EU) e il record dei campionati (RC) erano i seguenti.
| Record mondiale       | 3'31"72 | Paesi Bassi | 26 luglio 2009 Roma, Italia          |
| Record europeo        | 3'31"72 | Paesi Bassi | 26 luglio 2009 Roma, Italia          |
| Record dei campionati | 3'33"62 | Paesi Bassi | 18 marzo 2008 Eindhoven, Paesi Bassi |

Durante la competizione non sono stati migliorati record.

## Risultati batterie
| Pos. | Nazione     | Atlete | Tempo   | Batteria | Corsia | Note |
| ---- | ----------- | --- | ------- | -------- | ------ | ---- |
| 1    | Germania    | Dorothea Brandt (56.06) Silke Lippok (1:50.61) Lisa Vitting (2:45.60) Daniela Schreiber (3:39.97)                   | 3:39.97 | 2        | 4      |      |
| 2    | Paesi Bassi | Saskia De Jonge (55.91) Ilse Kraayeveld (1:51.48) Elise Bouwens (2:46.73) Femke Heemskerk (3:40.19)                 | 3:40.19 | 2        | 3      |      |
| 3    | Regno Unito | Amy Smith (54.70) Joanne Jackson (1:50.98) Jessica Sylvester (2:46.56) Francesca Halsall (3:40.50)                  | 3:40.50 | 2        | 2      |      |
| 4    | Russia      | Veronika Popova (55.11) Viktoriya Andreeva (1:51.23) Victoria Malyutina (2:47.47) Margarita Nesterova (3:41.56)     | 3:41.56 | 2        | 5      |      |
| 5    | Ungheria    | Ágnes Mutina (54.86) Eszter Dara (1:50.36) Julia Fehervari (2:47.82) Evelyn Verrasztó (3:41.98)                     | 3:41.98 | 1        | 4      |      |
| 6    | Francia     | Ophélie-Cyrielle Étienne (55.73) Angela Tavernier (1:51.75) Mylene Lazare (2:47.35) Coralie Balmy (3:42.26)         | 3:42.26 | 2        | 6      |      |
| 7    | Svezia      | Gabriella Fagundez (55.73) Nathalie Lindborg (1:51.82) Petra Granlund (2:48.02) Josefin Lillhage (3:42.37)          | 3:42.37 | 2        | 7      |      |
| 8    | Bielorussia | Svetlana Khokhlova (56.81) Aljaksandra Herasimenja (1:50.86) Yana Parakhouskaya (2:47.02) Yuliya Khitraya (3:43.16) | 3:43.16 | 1        | 3      |      |
| 9    | Ucraina     | Dar'Ya Stepanyuk (56.37) Iryna Amshennikova (1:54.12) Nadiya Koba (2:51.20) Valeriya Podlesna (3:48.36)             | 3:48.36 | 1        | 6      |      |
| 10   | Serbia      | Andjelka Petrovic (57.70) Miroslava Najdanovski (1:54.22) Tijana Vukanovic (2:52.16) Jovana Nikolovski (3:49.67)    | 3:49.67 | 1        | 2      |      |
| 11   | Finlandia   | Emilia Pikkarainen (57.44) Anni Alitalo (1:55.67) Linda Laihorinne (2:52.95) Marlene Niemi (3:50.64)                | 3:50.64 | 1        | 5      |      |

## Finale
| Pos. | Nazione     | Atlete | Corsia | Tempo   | Note |
| ---- | ----------- | --- | ------ | ------- | ---- |
|      | Germania    | Daniela Samulski (54.91) Silke Lippok (1:48.69) Lisa Vitting (2:43.75) Daniela Schreiber (3:37.72)              | 4      | 3:37.72 |      |
|      | Regno Unito | Amy Smith (54.48) Francesca Halsall (1:47.53) Jessica Sylvester (2:42.89) Joanne Jackson (3:38.57)              | 3      | 3:38.57 |      |
|      | Svezia      | Josefin Lillhage (55.01) Therese Alshammar (1:49.10) Sarah Sjöström (2:42.87) Gabriella Fagundez (3:38.81)      | 1      | 3:38.81 |      |
| 4    | Ungheria    | Evelyn Verrasztó (54.40) Ágnes Mutina (1:48.66) Eszter Dara (2:43.39) Katinka Hosszú (3:38.98)                  | 2      | 3:38.98 |      |
| 5    | Russia      | Veronika Popova (54.99) Margarita Nesterova (1:48.79) Svetlana Fedulova (2:44.00) Daria Belyakina (3:39.06)     | 6      | 3:39.06 | RN   |
| 6    | Paesi Bassi | Saskia De Jonge (56.60) Ilse Kraayeveld (1:51.65) Elise Bouwens (2:46.54) Femke Heemskerk (3:39.47)             | 5      | 3:39.47 |      |
| 7    | Francia     | Camille Muffat (55.10) Aurore Mongel (1:50.07) Ophélie-Cyrielle Étienne (2:45.21) Coralie Balmy (3:40.17)       | 7      | 3:40.17 |      |
| 8    | Bielorussia | Aleksandra Kovaleva (58.87) Svetlana Khokhlova (1:55.94) Yana Parakhouskaya (2:52.65) Yuliya Khitraya (3:48.90) | 8      | 3:48.90 |      |